# Zimní stadion Studénka
Zimní stadión ve Studénce byl budován mnoho let. Výstavba probíhala na etapy. Poslední úpravy byly provedeny v roce 1999, kdy byl jako sportovní komplex zkolaudován. 
Nachází se v centru města mezi obchodem Tesco a fotbalovým stadionem. Nejbližší autobusová zastávka stadionu je Studénka - Butovice Budovatelská.
Nyní slouží jako sportoviště pro širokou veřejnost a pro místní hokejový klub. V roce 2019 se stadion uzavřel na necelé 2 roky kvůli poškozené střeše a hokejisté ze Studénky museli jezdit do okolních měst a odehrávat své "domácí" zápasy tam. Kvůli toho se zdálo že Studénka skončí v této sezoně na posledních příčkách, ale studénečtí hokejisti překvapili a vyhráli krajskou hokejovou ligu. Postup do 2. ligy ale odmítli a prodali Orlové.

V roce 2023 má vedle stadionu vyrůst nová hala která bude propojena se zimním stadionem.

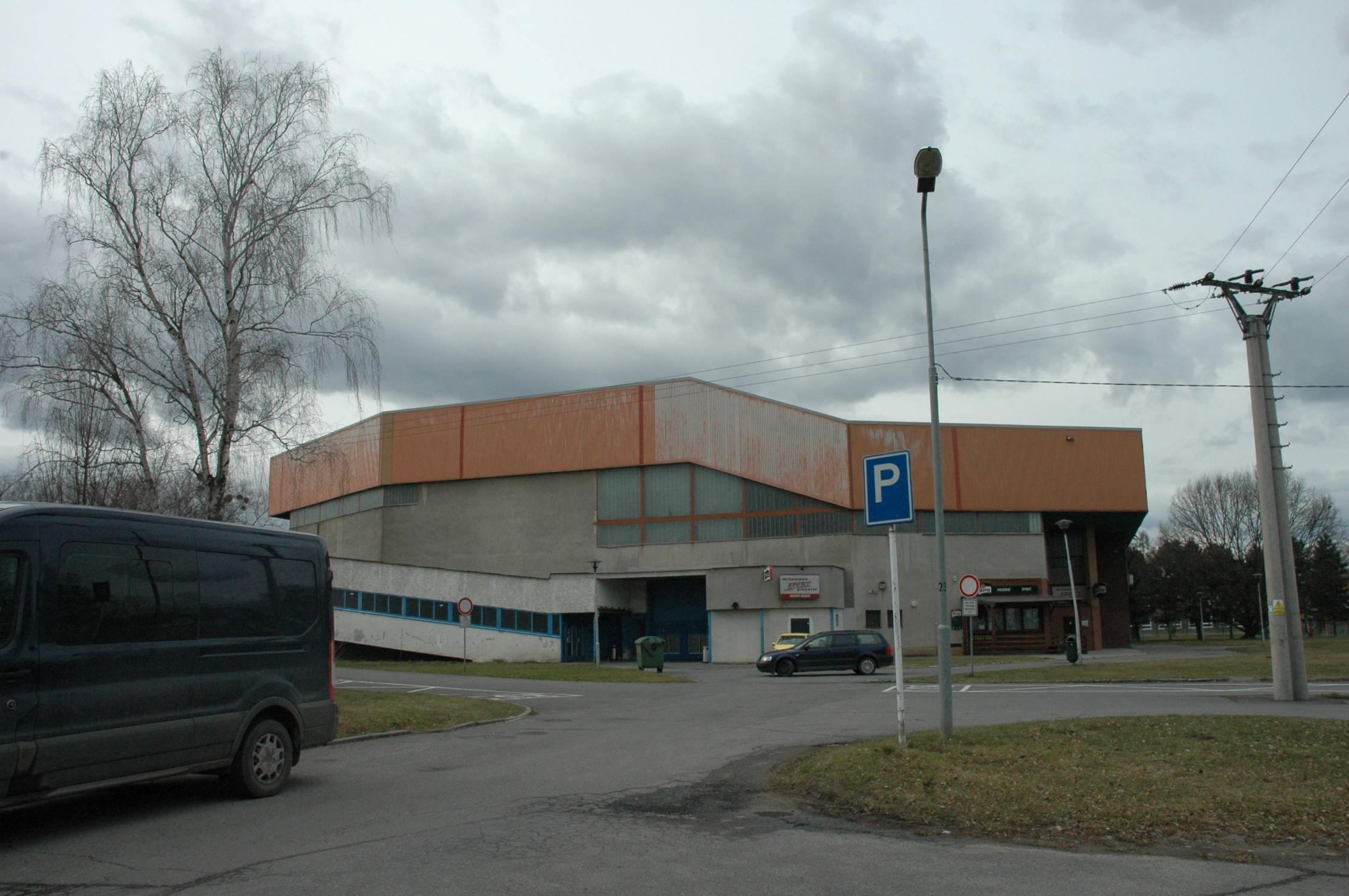
Zimní Stadion ve Studénce